# Kursächsische Halbmeilensäule Zwönitz

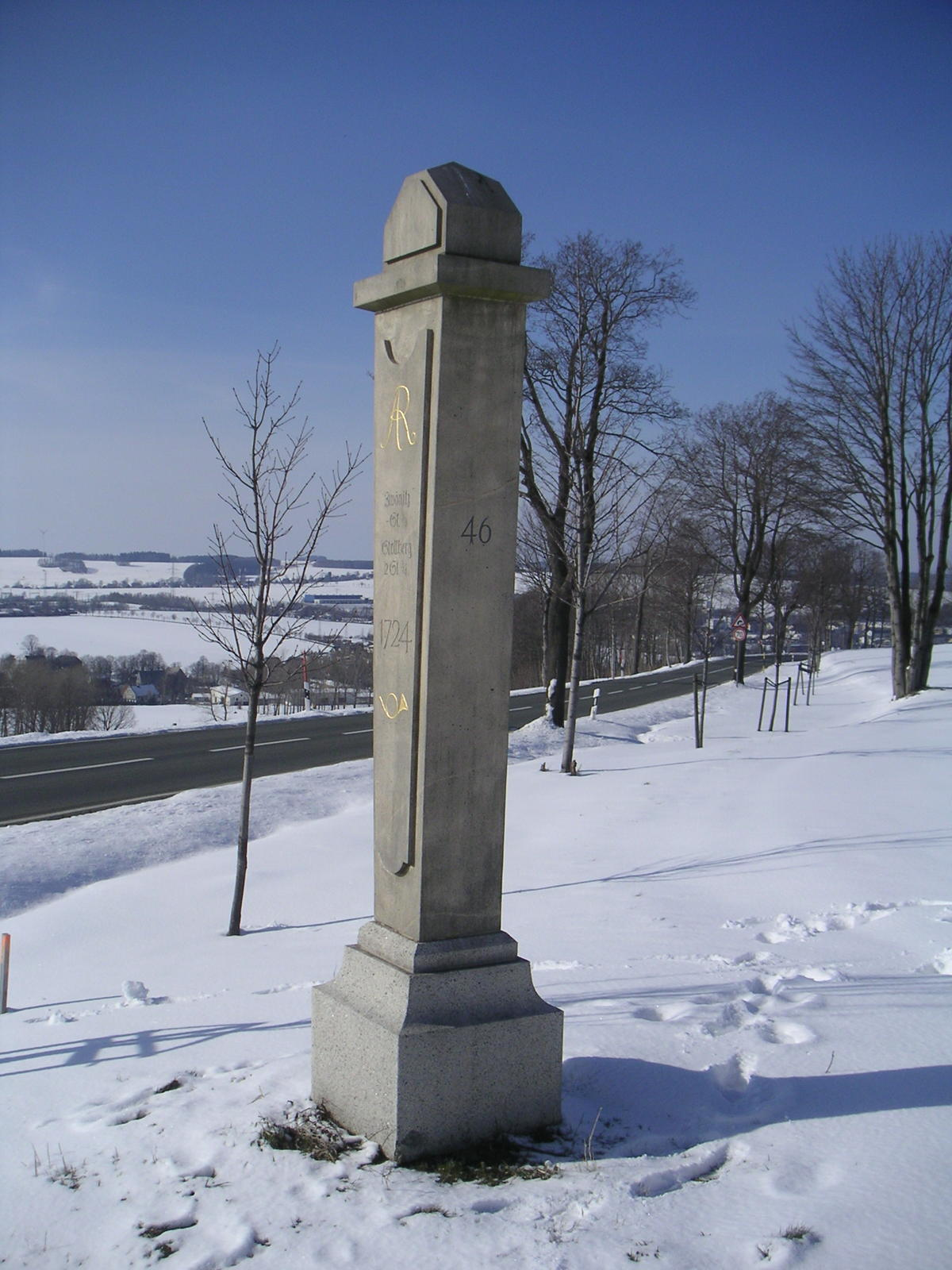
Nachbildung einer Halbmeilensäule bei Zwönitz

Die denkmalgeschützte kursächsische Halbmeilensäule Zwönitz gehört zu den Postmeilensäulen, die im Auftrag des Kurfürsten Friedrich August I. von Sachsen durch den Land- und Grenzkommissar Adam Friedrich Zürner in der 1. Hälfte des 18. Jahrhunderts im Kurfürstentum Sachsen errichtet worden sind. Sie befindet sich an der alten Poststraße von Chemnitz nach Schwarzenberg/Erzgeb., die heutige Grünhainer Straße unweit der westerzgebirgischen Kleinstadt Zwönitz im Erzgebirgskreis. 

## Geschichte
Bei dieser Halbmeilensäule handelt es sich um die Nachempfindung der ursprünglich unweit dieser Stelle gestandenen Postmeilensäule aus dem Jahr 1724 mit der Reihennummer 46 der damaligen Poststraße von Chemnitz nach Schwarzenberg. Die Säule wurde Ende der 1990er Jahre im Auftrag der Stadt Zwönitz, zusammen mit zwei weiteren Kopien, eines Viertelmeilensteines und einer Ganzmeilensäule, aufgestellt und im Gegensatz zum Original, das aus Greifensteiner Granit bestand, aus Elbsandstein mit einem Sockel aus Lausitzer Granit gefertigt. Zwischenzeitlich erfolgte eine Umsetzung von der ursprünglichen Poststraße zur jetzigen Straßenführung.
Koordinaten: 50° 36′ 54,4″ N, 12° 48′ 42,2″ O